# Letterspitzbiwak
Das Letterspitzbiwak war ein Biwak am Karnischen Hauptkammes.

## Lage
Die auf einer Höhe von 2080 m ü. A. Metern gelegene Biwak war ein wichtiger Stützpunkt für Weitwanderer, die den Karnischen Höhenweg begingen. Das Biwak befand sich in Privatbesitz und wurde 1999 aufgelassen. Infolge der Auflassung sind die Hauptvariante des Südalpenweges (auch Südalpiner Weitwanderweg oder Weitwanderweg 03 genannt) und des Kärntner Grenzweges nicht mehr nutzbar und es muss stattdessen auf die Variante über italienisches Gebiet ausgewichen werden.

## Zustiege
- Von Norden her

- aus Niedergail (1043 m) in zwei Stunden